# Cord L-29
A Cord L-29 a Cord autógyár első modellje. A típus Amerika legelső fronthajtású autója.

## Története
Cord első modelljét John Osvald tervezte, az L-29 1929-ben került piacra. Ez volt az USA első sorozatgyártású fronthajtású autója. A motor elé épített váltóval és differenciálművel pont fordítva helyezkedett el a hajtómű, mint a korabeli hátsókerekes autóknál. Ez nagyon hosszú motorházat igényelt, de mivel a hajtást nem kellett hátravinni, az utastér alatt az autó kb. egy lábbal alacsonyabb volt kortársainál, ami kivételesen jó úttartást eredményezett.
A 115 lóerős soros 8-asával nem volt igazán potens gép. 1930-ban egy L-29-es lett az Indy 500 felvezető autója.  A versenyt egy fronthajtású Miller autó nyerte - Cord pedig Harry Millertől vette az elsőkerék-hajtás know-how-ját.